# Yepcalphis
Yepcalphis é um gênero de traça pertencente à família Arctiidae.